# Радельхіз II (князь Беневентський)
Радельхіз II (†907), князь Беневентський (881—884 і 897—900). Правив двічі з довгою перервою, під час якої візантійці та сполетанці боролись за князівство. Перший раз був зміщений у 884 своїм братом Аюльфом. У 900 його переміг кузен князь Капуанський Атенульф.